# Marc Hieromonac
Marc Hieromonac (en llatí Marcus Hieromonachus, en grec antic Μάρκος) va ser un escriptor grec que va escriure un tractat anomenat Σύνταγμα εἰς τὰ ἀπορούμενα τοῦ τυπικοῦ, De Dubiis quae ex Typico oriuntur, en cent capítols, que apareix en el típicon o directori de l'església grega (Τυπικὸν σὺν Θεῷ ἁγίῳ παρεῖχον πᾶσαν τὴν διάταξιν τῆς ἐκκλησιαστικῆς ἀκολουθίας τοῦ χπόνου ὅλου, Typicum, favente, Deo, continents inteyrum Officü Ecclesiastici Ordinem per totum Annum.
Entre les teories sobre la seva persona una diu que va ser un monjo del monestir de Sant Saba a Jerusalem, cap al segle x o començaments del segle xi. Un biografia de Gregori d'Agrigent, atribuïda a Marc Hieromonac i hegumen (abat) de Sant Saba, és possiblement del mateix autor. Altres obres signades per algun Marc Hieromonac són massa comuns per establir vinculacions. Fabricius l'inclou a la Bibliotheca Graeca.